# Noegus
Noegus es un género de arañas araneomorfas de la familia Salticidae. Se encuentra en América Latina.   

## Lista de especies
Según The World Spider Catalog 12.5::
- Noegus actinosus Simon, 1900
- Noegus arator Simon, 1900
- Noegus australis (Mello-Leitão, 1941)
- Noegus bidens Simon, 1900
- Noegus coccineus Simon, 1900
- Noegus comatulus Simon, 1900
- Noegus difficilis (Soares & Camargo, 1948)
- Noegus franganilloi (Caporiacco, 1947)
- Noegus fulvocristatus Simon, 1900
- Noegus fuscimanus Simon, 1900
- Noegus fuscomanus (Taczanowski, 1878)
- Noegus lodovicoi Ruiz & Brescovit, 2008
- Noegus mantovani Bauab & Soares, 1978
- Noegus niger (Caporiacco, 1947)
- Noegus niveogularis Simon, 1900
- Noegus niveomarginatus Simon, 1900
- Noegus pallidus (Mello-Leitão, 1947)
- Noegus petrusewiczi Caporiacco, 1947
- Noegus rufus Simon, 1900
- Noegus spiralifer (F. O. Pickard-Cambridge, 1901)
- Noegus transversalis Simon, 1900
- Noegus trilineatus (Mello-Leitão, 1940)
- Noegus uncatus Simon, 1900
- Noegus vulpio Simon, 1900